# Calvert Motor Associates
Calvert Motor Associates war ein US-amerikanischer Hersteller von Automobilen.

## Unternehmensgeschichte
Das Unternehmen wurde 1927 in Baltimore in Maryland gegründet. Designer war Norton L. Dods, der vorher schon bei Cavalier Motor Associates tätig war. Die Produktion von Automobilen begann. Der Markenname lautete Calvert. Im gleichen Jahr endete die Produktion. Insgesamt entstanden nur wenige Fahrzeuge, von denen eines noch existieren soll.

## Fahrzeuge
Das einzige Modell war der Duplex Three. Er hatte einen Sechszylindermotor von der Continental Motors Company mit L-Kopf. 63,5 mm Bohrung und 127 mm Hub ergaben 2413 cm³ Hubraum. Das Fahrgestell hatte 267 cm Radstand. Überliefert sind Roadster mit Notsitz und Tourenwagen.